# Сторс
Сторс (англ. Storrs) — статистически обособленная местность, административно относящаяся к городу Мансфилду, штат Коннектикут, США. По переписи 2010 года в Сторсе проживает 15 344 человек.
В Сторсе расположен кампус крупнейшего университета штата Коннектикут — главный кампус Коннектикутского университета.

## История
Населённый пункт назван в честь двух братьев Сторс, основавших Сторсскую сельскохозяйственную школу (с 1939 года — Коннектикутский университет). Они передали для учебного заведения землю (0,69 кв. км.) и 5 тыс. долларов.

## Демография
Расовый состав жителей Сторса: 81,1 % — белые; 5,67 % — афроамериканцы; 0,09 % — американские индейцы; 9,13 % — азиаты; 0,05 % — гавайцы или жители Океании; 1,7 % — другие расы; 2,26 % — представители двух и более рас (см. Расовый состав США).

## Известные жители
- Уильямс, Уэнди О. — американская певица и актриса